# Harald Nielsen (bokser)
 Der er flere personer med dette navn, se Harald Nielsen (flertydig).
Harald Laderstoff Nielsen (23. februar 1902 i København – 14. marts 1983 smst) var en dansk bokser i weltervægt.
Harald Nielsen boksede som amatør for IF Sparta, hvor han vandt det danske mesterskab i weltervægt i 1925. Samme år blev han udtaget til europamesterskaberne i Stockholm, hvor Harald Nielsen vandt titlen i samme vægtklasse.
Han havde forinden deltaget i Sommer-OL 1924 i Paris, hvor han dog havde tabt sin første kamp i bokseturneringen til italieneren Oldani.
Harald Nielsen debuterede som professionel bokser den 11. januar 1929 i en kamp over 10 omgange mod den rutinerede landsmand, og senere EM-udfordrer Hans Holdt i en kamp om det danske professionelle mesterskab i weltervægt. Harald Nielsen tabte på point. Næste kamp i karrieren var mod en anden landsmand, og også kommende EM-udfordrer, den ubesejrede Einar Aggerholm. Denne gang gik det bedre, og Nielsen vandt på point.
Harald Nielsen vandt herefter tre kampe mod relativt upåagtede modstandere. Sidste kamp i karrieren som professionel fandt sted i København den 7. april 1937, da han pointbesejrede tyskeren Hans Kruse. Harald Nielsen opnåede i alt 5 kampe som professionel, og tabte kun en enkelt. Højdepunktet af boksekarrieren blev nået med europamesterskabet for amatører.

## Eksterne links
- Harald Nielsens profil på Sports-Reference OL-resultater (arkiveret) (engelsk)
- Harald Nielsens profil på Olympedia (engelsk)
- Harald Nielsens profesionelle rekordliste hos BoxRec (engelsk)